# Temple d'Auguste (Rome)
Pour les articles homonymes, voir Temple d'Auguste.
Le temple d'Auguste (en latin : templum divi Augusti ou templum novum) est édifié en l'honneur du premier empereur romain, Auguste.

## Localisation
Tibère a édifié une bibliothèque connectée au temple, la bibliothèque du temple d'Auguste. Le temple et sa bibliothèque sont situés dans le Vélabre, derrière le temple de Castor et Pollux et la basilique Julia, au pied du Palatin. Sous les Flaviens, ils sont intégrés dans un ensemble de bâtiments relié par une rampe à la plateforme de la colline du Palatin. Le temple est parfois appelé templum novum au lieu de templum Augusti ou divi Augusti, notamment par Suétone et Martial.

## Histoire
Le temple est dédié par Livie et Tibère à Auguste qui a été divinisé à sa mort en 14 ap. J.-C., Selon Suétone, la construction du temple est terminée sous le règne du troisième empereur, Caligula,. Tacite, repris par Dion Cassius, déclare que la construction s'est achevée sous Tibère mais que la dédicace n'a eu lieu que sous Caligula.
Il est détruit en 79 et probablement remis en état par Domitien qui y adjoint une chapelle dédiée à Minerve. Une restauration importante est réalisée par Antonin le Pieux.

## Description
Des pièces de monnaie datées du règne d'Antonin le Pieux montrent un temple octastyle (façade de huit colonnes) avec des chapiteaux corinthiens, ainsi que deux statues, vraisemblablement celles d'Auguste et de Livie. L'intérieur du temple devait être orné d'autres statues d'empereurs divinisés.
La cella du temple contient aussi une peinture de Hyacinthe réalisée par Nicias d'Athènes, peintre du IVe siècle av. J.-C.. Ce tableau a été ramené d'Alexandrie par Auguste et placé dans le temple qui lui est consacré par Tibère.